# Seznam ministrů dopravy České republiky
Seznam ministrů dopravy a spojů České republiky, od 1. ledna 2003 ministrů dopravy České republiky, obsahuje chronologický přehled členů vlády České republiky jmenovaných do čela ministerstva dopravy a spojů nebo ministerstva dopravy České republiky od provedení federalizace Československa a vzniku české vlády v roce 1969 do současnosti:

## Ministři dopravy České socialistické republiky v rámci federace
| Pořadí | Ministr     | Ministr               | Subjekt         | Subjekt | Začátek a konec v úřadu | Začátek a konec v úřadu | Vláda |
| ------ | ----------- | --------------------- | --------------- | ------- | ----------------------- | ----------------------- | ----- |
| 1.     | Josef Starý | Není dostupný portrét |                 |         | 8. ledna 1969           | 9. prosince 1971        | Rázl  |
| 1.     | Josef Starý | Není dostupný portrét | Kempný a Korčák |         | 8. ledna 1969           | 9. prosince 1971        |       |

## Seznam ministrů dopravy České republiky
| Pořadí | Ministr           | Ministr               | Subjekt                        | Subjekt            | Začátek a konec v úřadu | Začátek a konec v úřadu | Vláda        |
| ------ | ----------------- | --------------------- | ------------------------------ | ------------------ | ----------------------- | ----------------------- | ------------ |
| 1.     | Jan Stráský       |                       |                                | ODS                | 30. prosince 1992       | 10. října 1995          | Klaus I.     |
| 2.     | Vladimír Budinský | Není dostupný portrét | 11. října 1995                 | ODS                | 4. července 1996        |                         | Klaus I.     |
| 3.     | Martin Říman      |                       | 4. července 1996               | ODS                | 2. ledna 1998           | Klaus II.               |              |
| 4.     | Petr Moos         |                       |                                | nestraník          | 2. ledna 1998           | 22. července 1998       | Tošovský     |
| 5.     | Antonín Peltrám   | Není dostupný portrét |                                | ČSSD               | 22. července 1998       | 26. dubna 2000          | Zeman        |
| 6.     | Jaromír Schling   | Není dostupný portrét | 26. dubna 2000                 | ČSSD               | 15. července 2002       |                         | Zeman        |
| 7.     | Milan Šimonovský  |                       |                                | KDU-ČSL            | 15. července 2002       | 4. září 2006            | Špidla       |
| 7.     | Milan Šimonovský  | Gross                 |                                | KDU-ČSL            | 15. července 2002       | 4. září 2006            |              |
| 7.     | Milan Šimonovský  | Paroubek              |                                | KDU-ČSL            | 15. července 2002       | 4. září 2006            |              |
| 8.     | Aleš Řebíček      | Není dostupný portrét |                                | ODS                | 4. září 2006            | 23. ledna 2009          | Topolánek I. |
| 8.     | Aleš Řebíček      | Není dostupný portrét | Topolánek II.                  | ODS                | 4. září 2006            | 23. ledna 2009          |              |
| 9.     | Petr Bendl        |                       | 23. ledna 2009                 | ODS                | 8. května 2009          |                         |              |
| 10.    | Gustav Slamečka   |                       |                                | nestraník nom. ODS | 8. května 2009          | 13. července 2010       | Fischer      |
| 11.    | Vít Bárta         |                       |                                | VV                 | 13. července 2010       | 21. dubna 2011          | Nečas        |
| 12.    | Radek Šmerda      | Není dostupný portrét | nestraník za VV                | 21. dubna 2011     | 1. července 2011        |                         | Nečas        |
| 13.    | Pavel Dobeš       |                       | VV                             | 1. července 2011   | 3. prosince 2012        |                         | Nečas        |
| 13.    | Pavel Dobeš       | LIDEM                 |                                | 1. července 2011   | 3. prosince 2012        |                         | Nečas        |
| 14.    | Zbyněk Stanjura   |                       |                                | ODS                | 12. prosince 2012       | 10. července 2013       | Nečas        |
| 15.    | Zdeněk Žák        |                       |                                | nestraník          | 10. července 2013       | 29. ledna 2014          | Rusnok       |
| 16.    | Antonín Prachař   |                       |                                | ANO                | 29. ledna 2014          | 13. listopadu 2014      | Sobotka      |
| 17.    | Dan Ťok           |                       | nestraník za ANO               | 4. prosince 2014   | 30. dubna 2019          | Sobotka                 |              |
| 17.    | Dan Ťok           | Babiš I.              | nestraník za ANO               | 4. prosince 2014   | 30. dubna 2019          |                         |              |
| 17.    | Dan Ťok           | Babiš II.             | nestraník za ANO               | 4. prosince 2014   | 30. dubna 2019          |                         |              |
| 18.    | Vladimír Kremlík  |                       | nestraník za ANO               | 30. dubna 2019     | 23. ledna 2020          |                         |              |
| 19.    | Karel Havlíček    | Karel Havlíček 2019   | nestraník za ANO (do 2021) ANO | 24. ledna 2020     | 17. prosince 2021       |                         |              |
| 20.    | Martin Kupka      |                       |                                | ODS                | 17. prosince 2021       | úřadující               | Fiala        |